# Патентная чистота
Патентная чистота (патентная юридическая безупречность, юридическая безупречность) — юридическое свойство объекта (техники, конструкции, машины, способа производства и т. п.), означающее возможность неограниченно использовать данный объект на территории данной страны без нарушения чужих патентных прав касательно данного объекта.
В случае, если объект был ввезён на территорию, где касательно него вступают в силу патентные права третьих лиц, объект может быть изъят (арестован), а на владельцев объекта наложены штрафы, санкции или предъявлено требование о возмещении ущерба.
Как правило, патентная чистота определяется по отношению к какому-либо конкретному государству или их группе. Из-за территориального характера ограничений действия патента патентная чистота одного и того же объекта техники может в разных странах существенно различаться.